# Linderos de Maray
Linderos de Maray es un caserío peruano ubicado en el distrito de Santa Catalina de Mossa, perteneciente a la provincia de Morropón del departamento de Piura, al norte del Perú. 

## Ubicación
Linderos de Maray se ubica al norte de la provincia de Morropón, en el distrito de Santa Catalina de Mossa, en el departamento de Piura.

## Demografía
En 2017 Linderos de Maray tenía una población de 445 habitantes.
| Gráfica de evolución demográfica de Linderos de Maray entre 1993 y 2017 |
|                                                                         |
| Fuentes: Población 1993 y 2017                                          |